# Педра-Бадежу
Педра-Бадежу (порт. Pedra Badejo) — город в восточной части острова Сантьягу (Кабо-Верде), на его восточном побережье в 25 км к северу от столицы острова — города Прая, а также в 8 км к юго-востоку от Кальеты-де-Сан-Мигеля и 15 км к востоку от Асомады. Он служит также административным центром муниципалитета Санта-Круш. По переписи 2010 года в городе проживало 9859 человек.

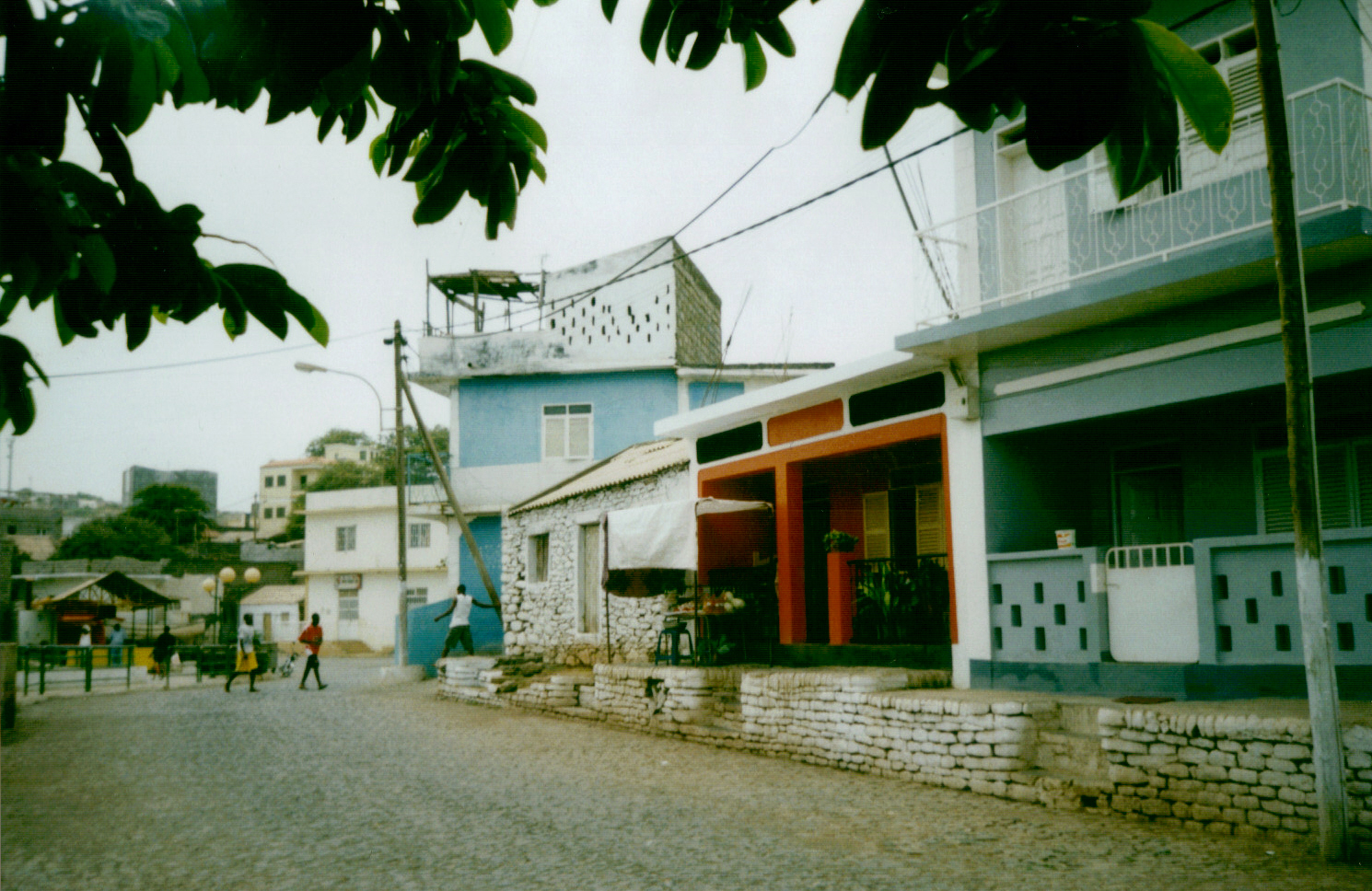
Главная улица

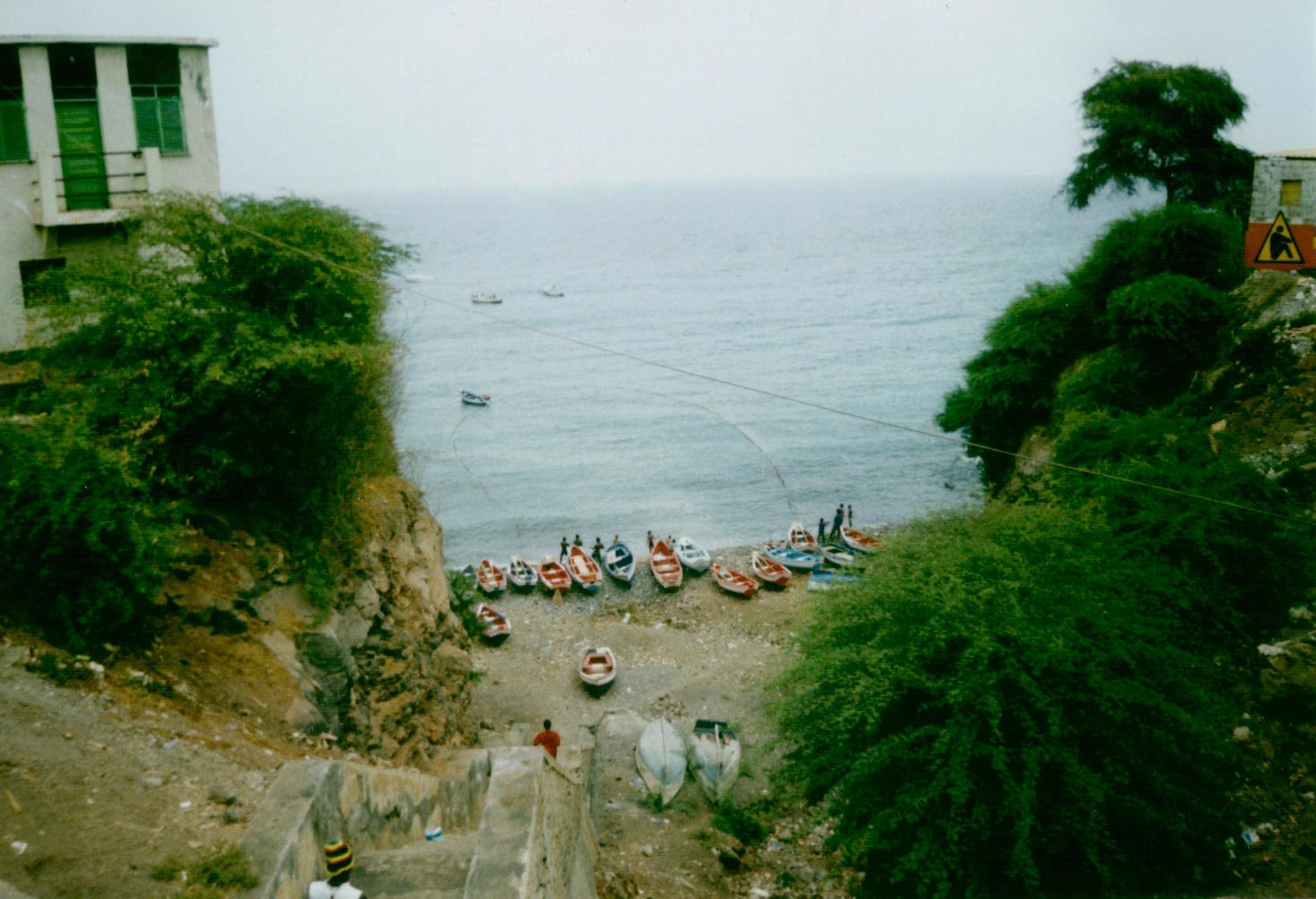
Вид на гавань

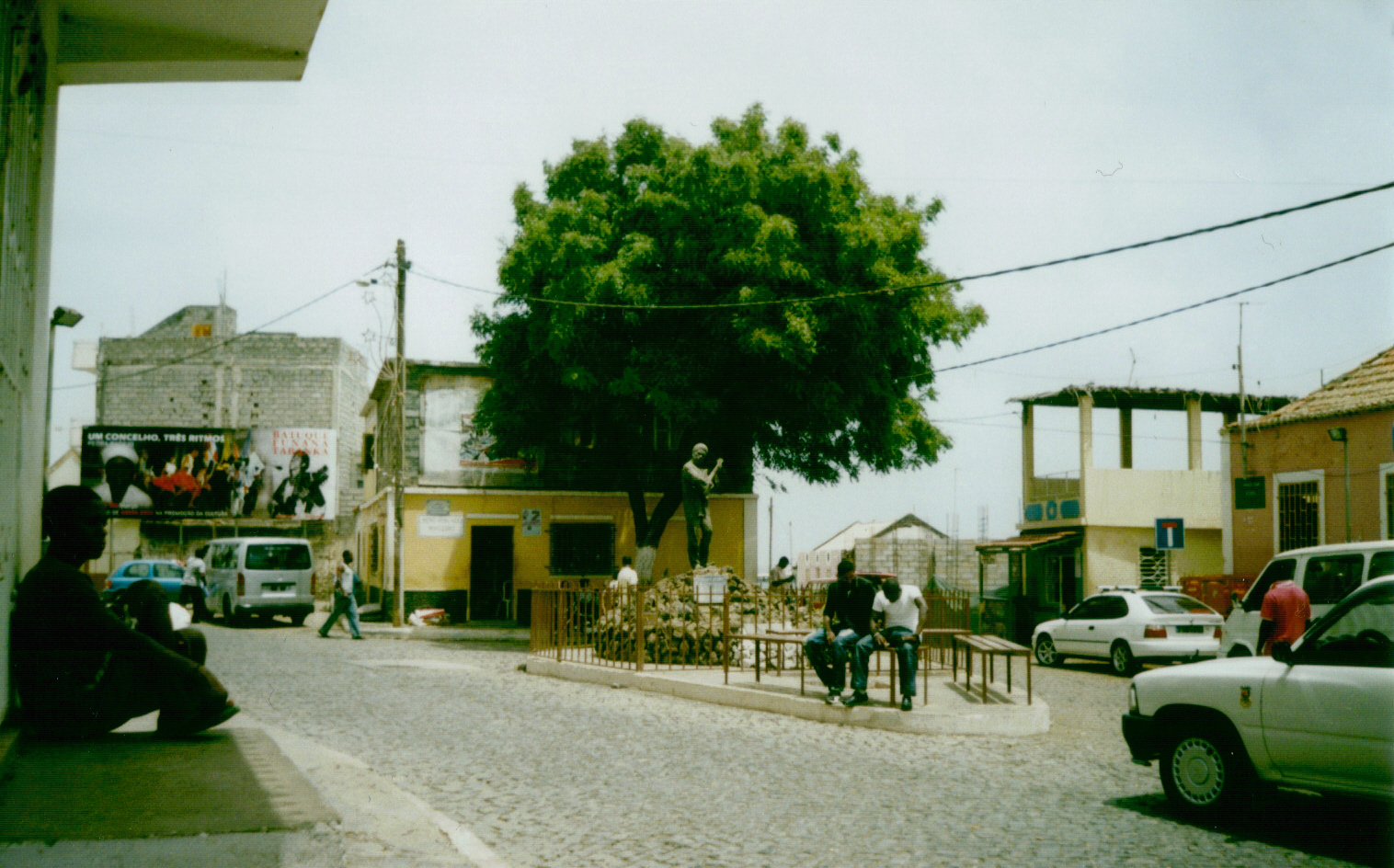
Рынок и памятник

## История
В 1971 году Педра-Бадежу вошёл в состав нового муниципалитета Санта-Круш, став его административным центром. В 2010 году Педра-Бадежу получил статус города.

## Описание
Город пользуется популярностью у туристов, прибывающих сюда из Праи и посещающих местный пляж, расположенный недалеко от городского центра. На главной улице и на Рыночной площади в Педра-Бадежу работает множество магазинов. Бывший оздоровительный центр рядом с пляжем был преобразован в отель.

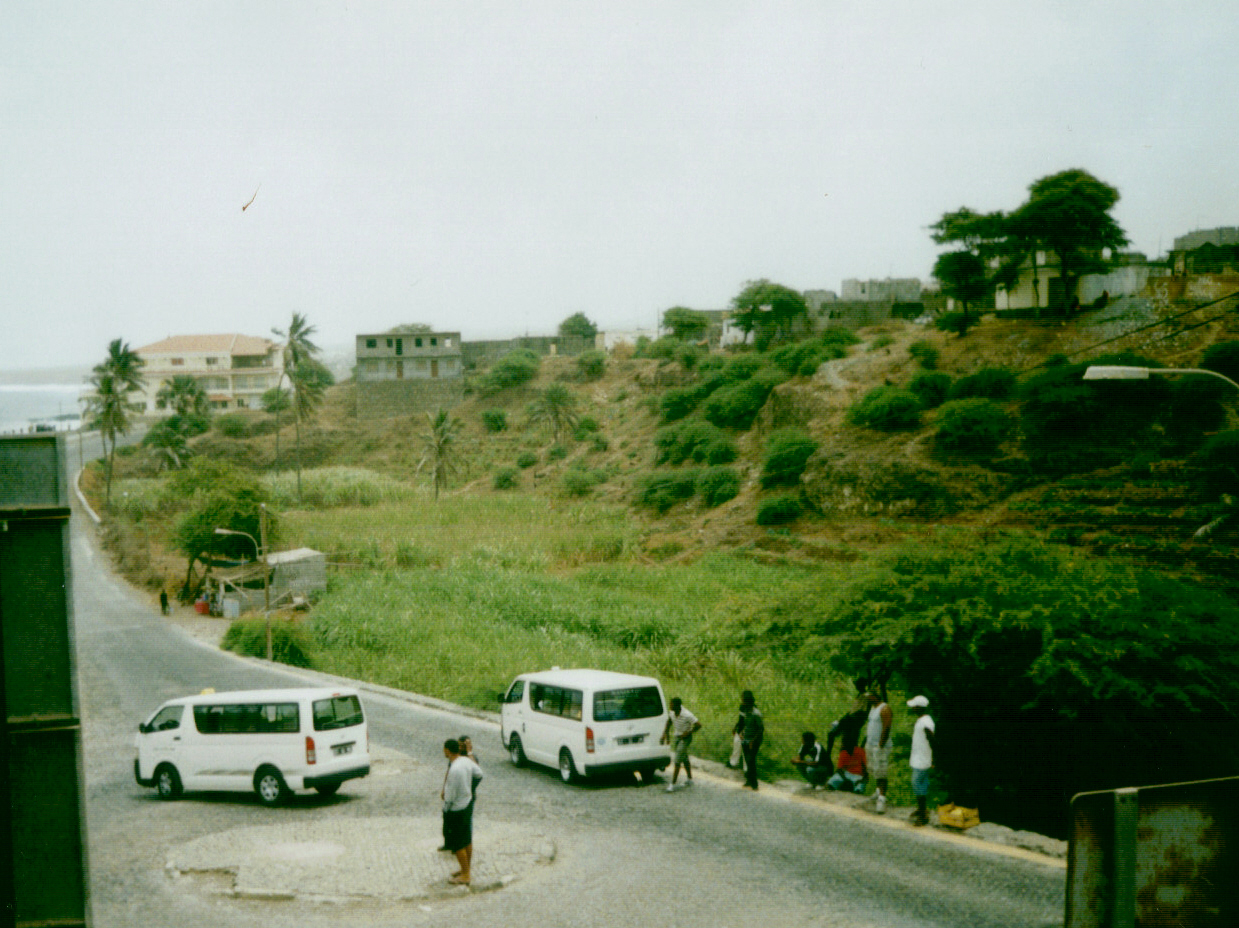
Орошаемые земли в Педра-Бадежу

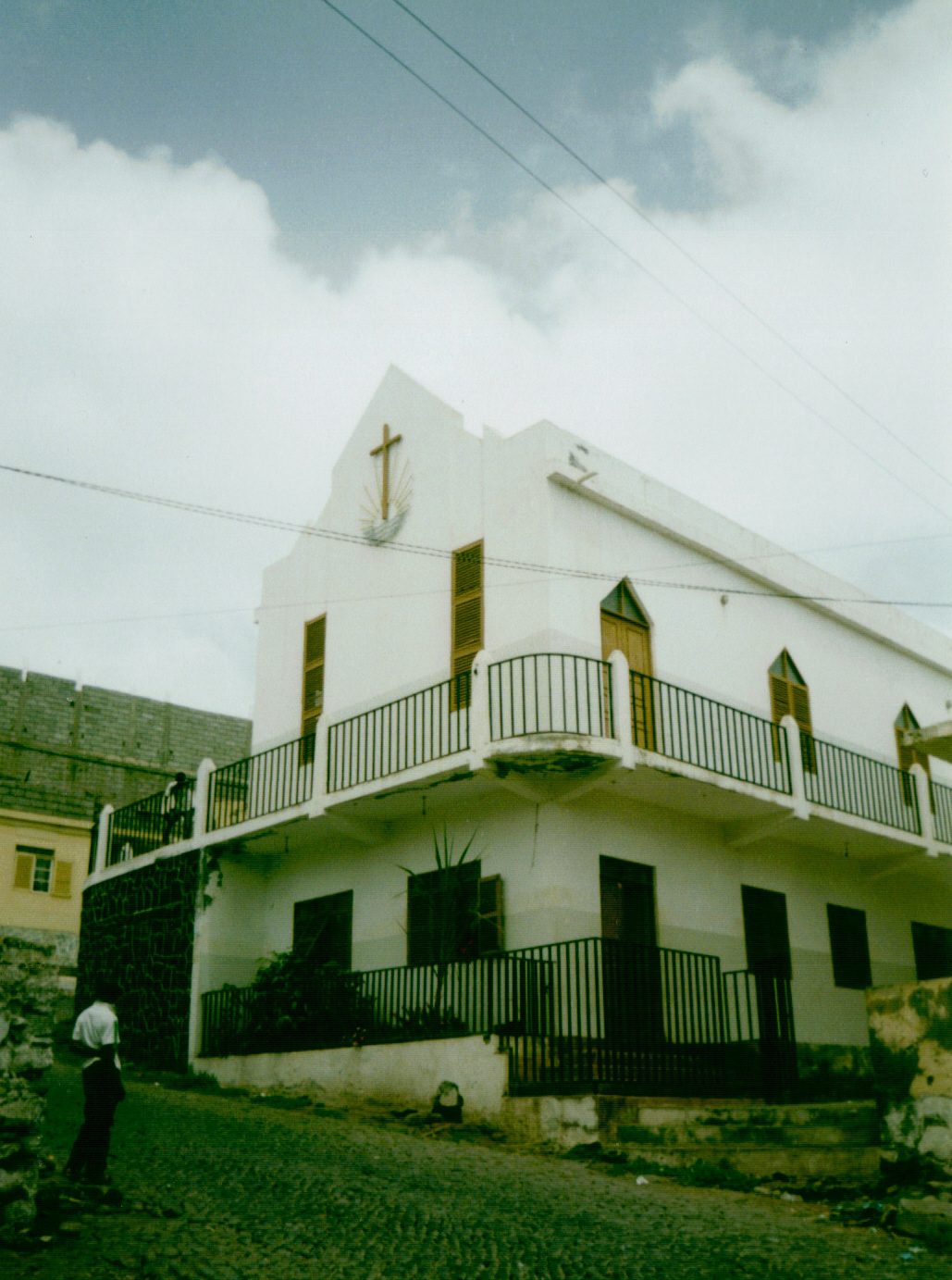
Новоапостольская церковь

В Педра-Бадехо есть небольшой рыбацкий порт и как минимум пять церквей: современная католическая церковь в новой части города, меньшая по размеру новоапостольская церковь на главной городской улице. К остальным трём церквям относятся пресвитерианская, назарянинская и баптистская.
К юго-востоку от Педра-Бадежу располагаются Лагуаш-ди-Педра-Бадежу, важные водно-болотные угодья. Город окружён орошаемыми землями. Искусственное озеро Барражен-де-Поилан было создано между селениями Поилан и Левада вместе с насыпной дамбой, строительство которой было завершено в 2006 году. Резервуар содержит 1,7 млн м³, что позволяет орошать 64 га земли, что соответствует примерно 100 фермерским участкам . Строительство первой бетонной дамбы на Кабо-Верде было оплачено и спроектировано Китаем. На южном берегу искусственного озера воздвигнут информационный павильон, где можно понаблюдать за некоторыми редкими птицами.

## Демография
| Год  | Население |
| ---- | --------- |
| 1990 | 5302      |
| 2000 | 8492      |
| 2010 | 9859      |